# 1860
Évszázadok: 18. század – 19. század – 20. század
Évtizedek: 1810-es évek – 1820-as évek – 1830-as évek – 1840-es évek – 1850-es évek – 1860-as évek – 1870-es évek – 1880-as évek – 1890-es évek – 1900-as évek – 1910-es évek
Évek: 1855 – 1856 – 1857 – 1858 –  1859 – 1860 – 1861 – 1862 – 1863 – 1864 – 1865

## Események

### Határozott dátumú események
- január 23. – Franciaország és Anglia tíz évre szóló kereskedelmi szerződést köt.[1]
- február 8. – Havasalföldön elrendelik a latin ábécé használatát a közigazgatásban és az oktatásban.[2]
- április 4. – Forinyák Géza temetése. Habsburg-ellenes tüntetés Pest–Budán.
- május 11. – Garibaldi vörösingesei – köztük a magyar szabadságharc négy veteránja, Türr István, Goldberg Antal, Tüköry Lajos és Lajoski Vencel – partra szállnak a Bourbonok uralta szicíliai Marsalában és megindulnak – Palermo irányába – a sziget belseje felé.[3]
- május 28. – A vörösingesek elfoglalják Palermo városát. (16 ezer szicíliai katona adta meg magát a diadalmasan bevonuló Garibaldi néhány ezer emberének.)[3]
- október 20. – I. Ferenc József kiadja az októberi diplomát.[4]
- október 21. – Nápoly–Szicíliai Kettős Királyság csatlakozik Piemonthoz. (Az egykori királyság 1861-től Olaszország része.)[3]

- október 31. – Nápolyban felszentelik az itáliai Magyar Légió csapatzászlóját.[5]
- november 6. – Az Egyesült Államok elnökévé választják a köztársaságpárti, rabszolgaság-ellenes Abraham Lincolnt. (Válaszul 11 déli állam kilép az Unióból, és új konföderációt alapít.)
- november 12. – Giuseppe Garibaldi haderejét feloszlatják.
- november 15. – Az olasz királyi hadügyminisztérium rendeletet ad ki az Olaszországban szolgálatot teljesítő magyar légióval kapcsolatban.
- december 17. – Összeül az esztergomi értekezlet.
- december 20. – Dél-Karolina kilép az Unióból.[6]

### Határozatlan dátumú események
- augusztus – Merénylet áldozatául esik II. Danilo montenegrói püspökfejedelem.[7]

## Az év témái

### 1860 az irodalomban
- november 7. – A Kisfaludy Társaság Szépirodalmi Figyelő néven új esztétikai, kritikai és szépirodalmi folyóiratot indít, Arany János szerkesztésében.

### 1860 a tudományban
- Thomas Graham a kolloidkémia megalapozása.
- Étienne Lenoir üzemképes gázmotort készít.[8]
- Marcellin Berthelot összefoglalja a szerves kémia eredményeit.
- Philip Reis megépíti az első elektromos telefont.

### 1860 a vasúti közlekedésben
- Július 1.  Átadják a forgalomnak a Déli vasúttársaság Székesfehérvár-Komárom közötti vasútvonalát

### 1860 a zenében
- október 3. – Megindul az Ábrányi Kornél szerkesztette Zenészeti Lapok.

## Születések
- január 1. – George Washington Carver, oktató, feltaláló, botanikus († 1943)
- január 14. – Venustiano Carranza, a mexikói forradalom jelentős alakja, Mexikó elnöke († 1920)
- január 29. – Anton Pavlovics Csehov, orosz író († 1904)
- február 5. – Kner Izidor, nyomdász († 1935)
- február 23. – Bátor Szidor, zenetanár, zeneszerző († 1929)
- március 12. – Munkácsi Bernát nyelvész, finnugrista, turkológus, orientalista, néprajztudós († 1937)
- március 24. – Gaál Ferenc, zeneszerző, a szabadkai zeneiskola igazgatója († 1906)
- április 7. – Korb Flóris építész († 1930)
- április 17. – Kovách Aladár levéltáros, etnográfus, múzeumigazgató († 1930)
- május 1. – Zielinski Szilárd építészmérnök († 1924)
- június 30. – ifj. Andrássy Gyula, 1906 és 1910 között magyar belügyminiszter, 1918-ban a Monarchia utolsó külügyminisztere († 1929)
- július 7. – Gustav Mahler, osztrák zeneszerző († 1911)
- július 31. – Mary Vaux Walcott, amerikai természettudós, botanikus, festő, főleg a vadvirágokról készített akvarelljeiről vált híressé († 1940)
- augusztus 3. – W. K. Dickson, amerikai feltaláló, filmrendező († 1935)
- augusztus 11. – Bláthy Ottó Titusz, elektromérnök († 1939)
- szeptember 10. – Márkus Emília színésznő († 1949)
- szeptember 20. – Ujváry Ignác magyar festő († 1927)
- szeptember 21. – Preisz Hugó orvos, állatorvos, bakteriológus, az MTA tagja († 1940)
- szeptember 22. – Kúnos Ignác nyelvész, turkológus, a török népköltészet úttörő jelentőségű kutatója, az MTA tagja († 1945)
- október 31. – Andrew Volstead amerikai politikus († 1947)
- november 21. – Karacs Imre, magyar színész, színházigazgató († 1914)
- november 23. – Hjalmar Branting Nobel-békedíjas svéd szociáldemokrata politikus († 1925)
- november 24. – Szini Péter, magyar író, állami tanító († 1906)
- november 26. – Barna Izidor magyar újságíró, költő, a magyar bulvársajtó úttörője († 1911)
- december 19. – Szurmay Sándor honvédelmi miniszter († 1945)

## Halálozások
- január 27. – Bolyai János a leghíresebb magyar matematikus (* 1802)
- március 8. – Czott Ferenc rozsnyói kanonok, költő (* 1821)
- március 9. – Lányi Sámuel vízépítő mérnök, festőművész (* 1792)
- március 14. – Apostol Pál evangélikus prédikátor (* 1787)
- március 14. – Carl von Ghega albán származású, velencei születésű, osztrák mérnök (* 1802)
- április 2. – Forinyák Géza joghallgató, a magyar nemzeti függetlenség mártírja (* 1840)
- április 8.
  - Félix Dujardin(wd) francia biológus (* 1801)
  - Széchenyi István politikus, író[4] (* 1791)
- május 14. – Ludwig Bechstein német író, meseíró, könyvtáros
- június 30. – Esztergály Mihály evangélikus lelkész, Pest megyei főesperes, költő (* 1788)
- július 1. – Charles Goodyear a vulkanizált gumi feltalálója (* 1800)
- július 6.. – Tüköry Lajos, magyar katona (* 1830)
- július 11. – Marastoni Jakab festőművész, litográfus (* 1804)
- augusztus 14. – André Marie Constant Duméril, francia zoológus, a herpetológia és az ichthiológia professzora (* 1774)
- augusztus 26. – Dancsecs József író, Sárvár esperese (* 1789)
- szeptember 12. – William Walker amerikai kalandor. Honduras ellen vezetett egy expedíciót, de elfogják és kivégzik. (* 1824)
- október 24. – Élie Decazes herceg, államférfi, Franciaország negyedik miniszterelnöke (* 1780)
- november 8. – Sir Charles Fellows angol régész (* 1799)
- november 19. – Markó Károly, festőművész, a magyar tájképfestészet iskolateremtő mestere (* 1791)
- december 17. – Bernardine-Eugénie-Désirée Clary, Napóleon jegyese, majd Jean-Baptiste Bernadotte felesége. Dezideráta néven Svédország és Norvégia királynéja (* 1777)